# Andres Furger

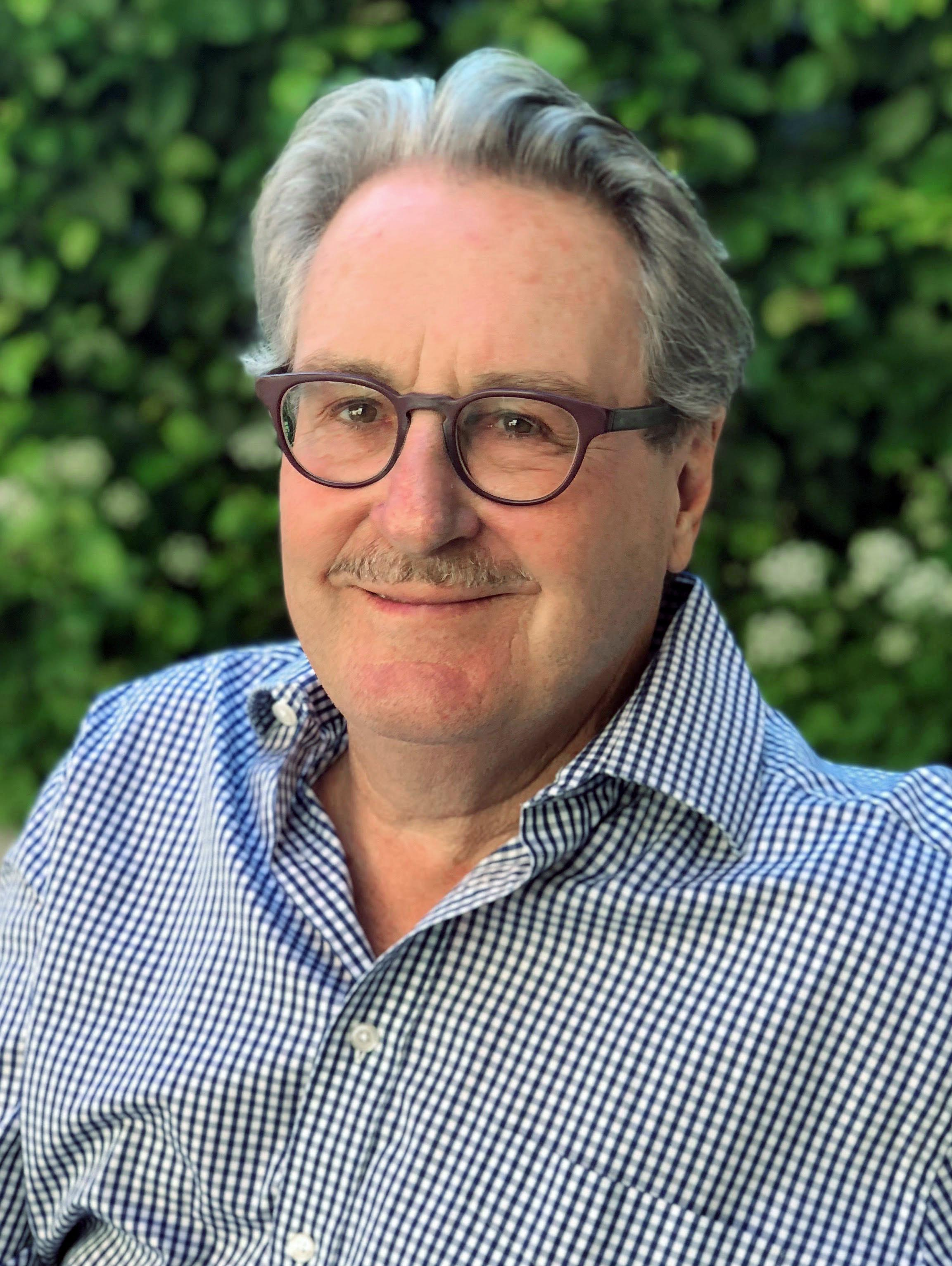
Andres Furger

Andres Furger (* 6. Dezember 1948) ist ein Schweizer Archäologe, Kulturhistoriker und Museumsleiter. Er realisierte neue Museen sowie Sonderausstellungen und ist Autor verschiedener Sach- und Fachbücher. 

## Leben
Andres Furger studierte Ur- und Frühgeschichte, Geschichte und Anthropologie an der Universität Basel. Von 1981 bis 1986 war er als Konservator und Vizedirektor am Historischen Museum Basel angestellt. In den Jahren 1986/1987 leitete er die archäologischen Untersuchungen auf dem Schlachtfeld bei Bibracte im Burgund. Von 1987 bis 2006 war er als Direktor der schweizerischen Landesmuseen mit insgesamt acht Häusern tätig. In dieser Zeit entstanden die neuen Ausstellungshäuser in Schwyz (1995), in Prangins (1998) sowie die Grundlagen zur Erweiterung des Stammhauses in Zürich. Schliesslich war Andres Furger von 2012 bis 2014 Direktor des Ernährungsmuseums Alimentarium in Vevey, einer Stiftung der Nestlé S.A.
In seiner Freizeit ist Andres Furger als Pferdesportler und international als Turnierrichter bei traditionellen Fahrturnieren aktiv.

## Schaffen
Die spätkeltisch-frührömische Übergangszeit des 1. Jahrhunderts v. Chr. war lange ein Forschungsschwerpunkt von Andres Furger. Mit seiner Lizenziatsarbeit über den spätkeltischen Murus Gallicus von Basel und seiner Dissertation über die von ihm geleiteten frühgeschichtlichen Ausgrabungen im Basler Münster legte er die Grundlage der Leithorizonte Basel-Gasfabrik und Basel-Münsterhügel für die Stufen D1 und D2 der späten Eisenzeit. Die Dissertation von 1977 ist gedruckt erschienen. In diesem Zusammenhang entstand zusammen mit Ludwig Berger der Katalog- und Tafelband der Funde aus der spätlatènezeitlichen Siedlung Basel-Gasfabrik.
Als Leiter der schweizerischen Landesmuseen baute er die strategische Neuausrichtung der Museumsgruppe mit dem Sammlungszentrum in Affoltern am Albis auf, integrierte das 20. Jahrhundert und die Zeitgeschichte in die Sammlungen und setzte die bis heute für die Nationalmuseen der Schweiz gültigen Schwerpunkte bei den Dauerausstellungen (Überblick, Archäologie und jüngste Geschichte im Stammhaus in Zürich, mittelalterliche Geschichte der Eidgenossenschaft in Schwyz und Geschichte des 18. und 19. Jahrhunderts in Prangins).
Er kuratierte Sonderausstellungen wie «Erasmus von Rotterdam – Vorkämpfer für Frieden und Toleranz» in Basel, über «Das Gold der Helvetier» in Zürich, die 1991/1992 auch in verschiedenen Städten der Schweiz und im Ausland gezeigt wurde, oder 1998/1999 zum Künstler Hans Erni in Martigny.
Pferd und Wagen der Neuzeit bis ins 20. Jahrhundert sind der zweite Forschungsschwerpunkt von Andres Furger, nachdem er 1981 in Brüglingen bei Basel ein Museum für Kutschen und Schlitten einrichten konnte. In diesem Zusammenhang entstanden Werke zur Geschichte der Kutsche in Basel, in der Schweiz und in Europa.

## Publikationen (Auswahl)
- Die Helvetier – Kulturgeschichte eines Keltenvolkes. Buchverlag der Neuen Zürcher Zeitung, Zürich 1984.
- Der Gotthard-Postwagen. Bildband 1 des Schweizerischen Landesmuseums. Zürich 1990.
- Der rote Faden – Von der Redensart zum Geschichtsbild. Buchverlag der Neuen Zürcher Zeitung, Zürich 1995.
- mit Carola Jäggi, Max Martin, Renata Windler: Die Schweiz zwischen Antike und Mittelalter – Archäologie und Geschichte des 4. bis 9. Jahrhunderts. Buchverlag der Neuen Zürcher Zeitung, Zürich 1996.
- Das Bild der Seele – Im Spiegel der Jahrtausende. Buchverlag der Neuen Zürcher Zeitung, Zürich 1997.
- Ateliergespräche mit Hans Erni. Buchverlag der Neuen Zürcher Zeitung, Zürich 1998.
- mit Calista Fischer, Markus Höneisen: Die ersten Jahrtausende – Die Schweiz von den Anfängen bis zur Eisenzeit. Buchverlag der Neuen Zürcher Zeitung, Zürich 1998.
- mit Cornelia Isler-Kérenyi, Stefanie Jacomet, Christian Russenberger, Jörg Schibler: Die Schweiz zur Zeit der Römer – 1. bis 5. Jahrhundert. Buchverlag der Neuen Zürcher Zeitung, Zürich 2001.
- Kutschen Europas des 19. und 20. Jahrhunderts. Band I: Equipagen-Handbuch. Documenta Hippologica. Georg Olms Verlag, Hildesheim/Zürich/New York 2003.
- Kutschen Europas des 19. und 20. Jahrhunderts. Band II: Wagen-Atlas. Documenta Hippologica. Georg Olms Verlag, Hildesheim/Zürich/New York 2004.
- Übrigens bin ich der Meinung ... – Der römische Politiker und Landmann Marcus Cato zu Olivenöl und Wein. Buchverlag der Neuen Zürcher Zeitung, Zürich 2005.
- Fahrkunst/Driving. Documenta Hippologica. Georg Olms Verlag, Hildesheim/Zürich/New York 2009.
- Kutschenbilder und Dokumente der Sammlung Siegward Tesch in Wiehl – The illustrated Carriage and Documents from the Collection of Siegward Tesch in Wiehl. Edition Tesch, Wiehl 2015.
- mit Walter Sommerhalder: Schweizer Kutschen – Sammlung Rothenburg von Franz Knüsel. Verlag FK, Luzern 2017.